# Coloration à l'argent

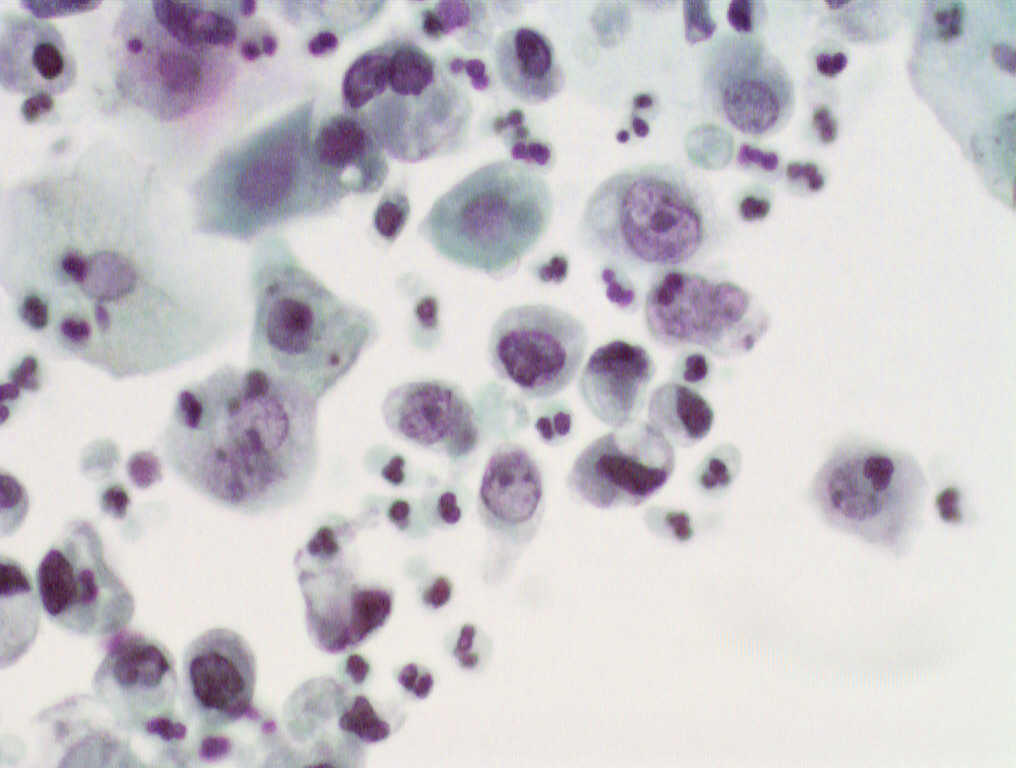
Coloration à la méthénamine d'argent de Grocott montrant un tissu de foie infecté par le champignon Histoplasma capsulatum.

La coloration à l'argent est l'utilisation de sels métalliques d'argent pour colorer différents objets, notamment en histologie et dans les artisanats verriers et céramiques.

## Applications en histologie
Ce colorant sert à identifier des composants intracellulaires et extracellulaires, notamment l'ADN et les protéines.

## Application dans le domaine du vitrail
Le jaune d’argent est une technique de décor à chaud utilisée comme peinture sur verre dans la production de vitraux. Elle est plus proche d’une teinture du verre que d’une peinture ; le décor obtenu n’a pas d’épaisseur.
Le jaune d'argent se pose sur la face externe ou interne du verre, se cuit à la même température qu'une grisaille et pénètre par le processus de cémentation. Pour une bonne adhésion, la température de cuisson doit être supérieure à la température de transition vitreuse du verre (qui se situe, pour le verre soufflé, entre 440 et 530 °C) et proche de sa température de ramollissement (630 °C).
L’élément chromophore de cette teinture est l’argent, utilisé sous forme de limaille métallique ou d’oxyded (sulfure ou chlorure). Avec la chaleur de la cuisson, un échange ionique a lieu entre les ions métalliques (Ag2+) et des éléments modificateurs du réseau siliceux (K+, Na+, etc.).
La coloration du verre par le jaune d'argent commence à apparaître autour de 540 °C. Le plus souvent, le jaune d'argent est cuit en même temps que la grisaille, c'est-à-dire autour de 620 °C, mais la cuisson du jaune d'argent peut être poussée jusqu'à 660 °C. La couleur de la teinture produite est jaune à ambre, parfois avec des reflets bleus métalliques. Certains verres sont plus réactifs à cette teinture que d’autres, car son action de teinture du verre dépend de sa composition chimique. Les variations dans la coloration dépendent en effet de plusieurs facteurs : la composition chimique du verre, le degré de concentration du produit, la température de cuisson (coloration jaune orangée à basse température, jaune citron à haute température), le temps de cuisson (plus la cuisson est prolongée, plus la couleur devient intense). Les températures de cuisson du jaune d'argent sont généralement, pour le verre soufflé, supérieures ou égales à 580 °C.

### Historique

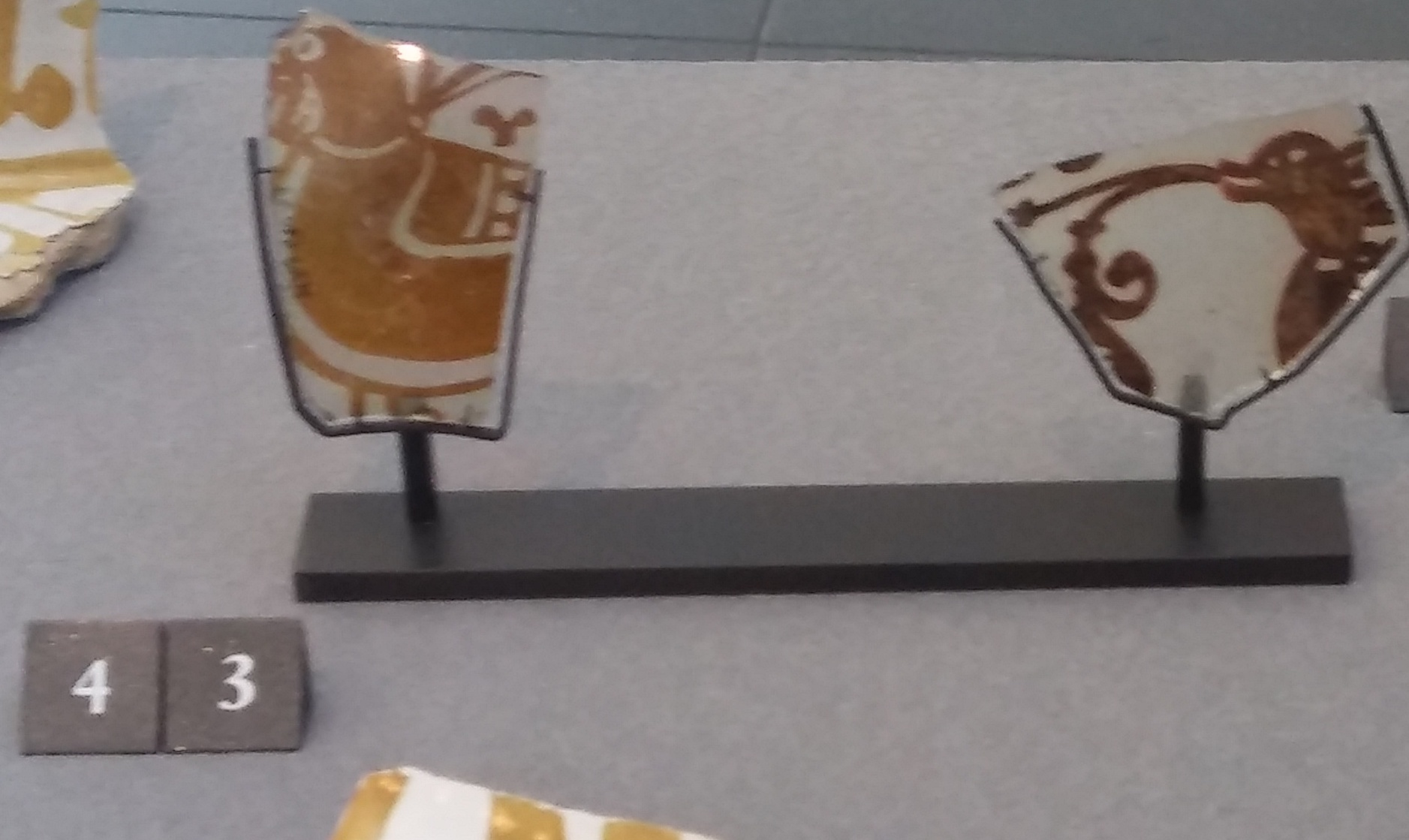
Deux tessons de verre soufflé avec décor de lustre métallique à base d'argent, Egypte, X-XIe siècle, Département des Arts de l'Islam, Musée du Louvre

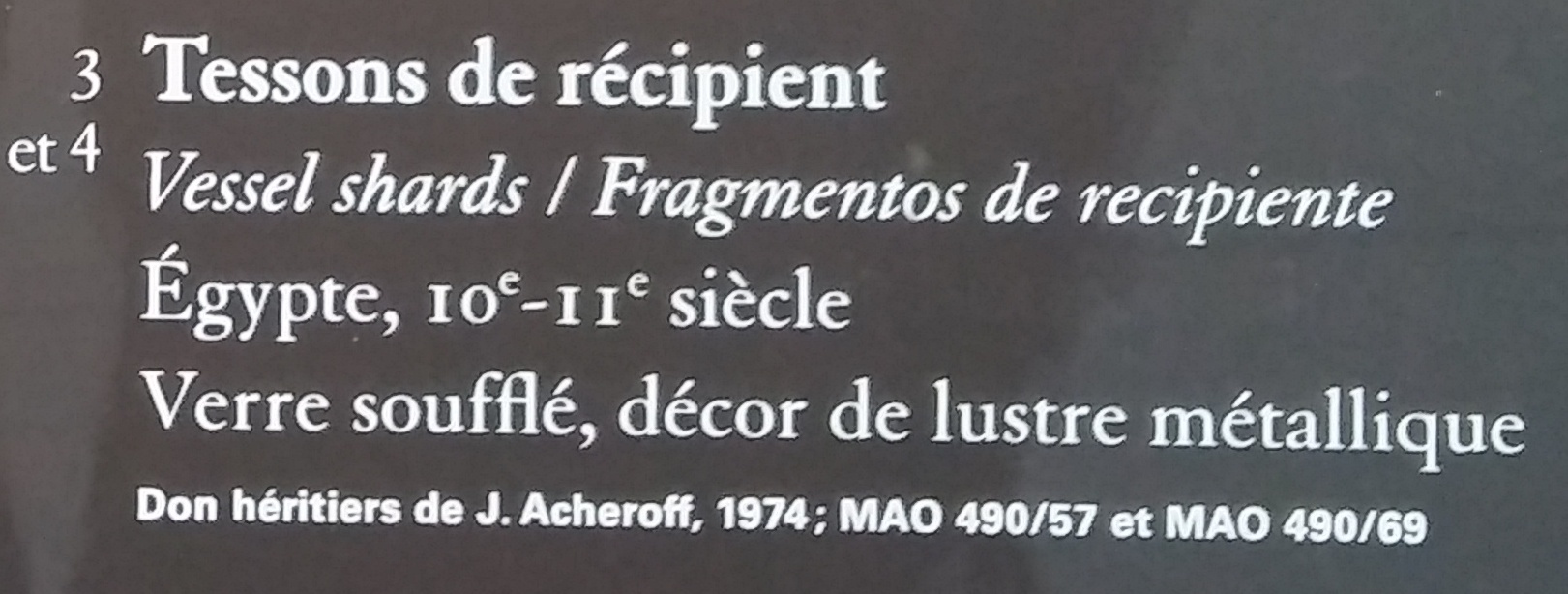
Légende des tessons présentés plus haut

Le jaune d'argent est utilisé comme teinture du verre dans le domaine de la verrerie islamique dès le VIIIe siècle : les verriers islamiques d'Égypte du VIIIe au XIIe siècle ont employé le jaune d'argent pour décorer des coupes ou des vases. On appelle cette teinture le lustre métallique. Les analyses de fragments de verres fatimides conservés au musée du verre de Corning faites par Robert Brill en 1970 ont confirmé qu'il s'agissait bien d'une teinture obtenue grâce à l'argent.
Dans le domaine du vitrail, il est utilisé à partir des années 1300 (Angleterre, et Normandie). Il permet de rehausser de jaune des détails (attributs iconographiques, auréoles, chevelures, représentation d'orfèvreries, etc.), pour souligner les représentations architecturées (dais et piédestal gothique en encadrement de personnages), varier et enrichir la composition des vitraux, conformément aux canons du gothique flamboyant.

### Mise en œuvre

#### Origine légendaire
Les recettes mentionnées par des traités médiévaux montrent historiquement l'emploi de limaille d'argent avant les formes sulfurées ou chlorurées qui, elles, sont mentionnées par Pierre Le Vieil dans son traité sur la peinture sur verre publié en 1774.
Ainsi, selon la légende rapportée par Pierre Le Vieil dans une note de son ouvrage, le jaune d'argent a été obtenu par un moine du XVe siècle qui aurait laissé tomber par mégarde un bouton d'argent dans le four destiné à la cuisson des verres peints. La légende prouve d'elle-même que ce ne sont point tant le sulfure ou le chlorure d'argent qui produisent la coloration du verre, mais bien l'ion d'argent en tant que tel, qu'il soit issu de sels métalliques ou du métal pur.

#### Les recettes médiévales
Les premières recettes consignées dans les traités techniques sont celles proposées par Antoine de Pise. Le traité d’Antoine de Pise a été rédigé en Toscane et date de la fin du XIVe siècle ou du tout début du XVe siècle. Il est signé du nom du peintre verrier Antoine de Pise, documenté sur le chantier de la cathédrale Santa Maria del Fiore de Florence à la fin du XIVe siècle et dont une seule œuvre nous est parvenue. Il est possible que l’artiste, mentionné dans les archives de l’Opera del Duomo de Florence, soit le même qu’un certain prêtre Antonio da Lecce, attesté sur le chantier de la cathédrale de Pise à la fin du XIVe siècle. Le texte a manifestement été dicté par un authentique peintre verrier, soucieux de décrire la pratique de son art. Homme de son temps, Antoine de Pise décrit aussi une technique de coloration du verre, adaptée pour le vitrail au tout début du XIVe siècle en France : le jaune d’argent.

La première recette donnée par Antoine de Pise est une recette de jaune d'argent à la tempera, au folio 2v de son traité : 
« Pour faire la couleur jaune, prends de la limaille d'argent fin, et mouds cette limaille sur un porphyre, qu'elle devienne fluide comme de l'eau. Et puis, lorsque tu viens à peindre, mets-la sur le verre blanc là où tu veux qu'il devienne jaune, et tu en mets aussi peu que tu peux avec la tempera d’œuf liquide. »

« Façon de faire la tempera pour diluer ces couleurs: Prends un œuf et casse-le, et mets-le dans une écuelle avec le jaune et le blanc ensemble. Et puis prends une petite branche de figuier, et coupe-la finement, et mets-la dans l'écuelle où tu as mis l'œuf, et mets un demi-verre d'eau avec cet œuf et ce figuier, et puis bats-les bien ensemble. Et de cette tempera, tu mettras dans la couleur [c'est-à-dire la grisaille ou l'argent broyé] par petites doses, au fur et à mesure que tu peins ou tu fais peindre, et maintiens toutefois de l'eau dans la couleur afin qu'elle ne sèche pas. »
Il recommande d’utiliser de la limaille d’argent fin mis en œuvre dans de la tempera afin de produire une couleur jaune citron, en face interne (en superposition des couches de grisaille) ou en face externe. Le medium de la tempera, très utilisé en Italie à la même époque dans le domaine de la peinture de chevalet, n'est pas mentionnée pas les traités médiévaux antérieurs, comme le traité du Moine Théophile, qui ne mentionne que le vin et l'urine comme medium pour la peinture sur verre,. D'autres textes plus tardifs mentionnent le vinaigre ou la gomme arabique : Giorgio Vasari raconte que son maître Guillaume de Marcillat liait ses grisailles avec de la gomme arabique, médium et liants toujours utilisés de nos jours pour la grisaille et les émaux,.

La seconde recette d'Antoine de Pise se rapproche de celle utilisée de nos jours, elle figure au folio 7v :  
« Si tu veux faire ce jaune plus dense de couleur, mets-y un peu de l'ocre qui est utilisée par les peintres. Et si tu en mettais trop, le verre deviendrait rouge, mais la couleur ne serait pas belle ; elle semblerait sale »
Pour réchauffer la couleur, il propose d’y ajouter de l’ocre. La couleur devient alors plus orangée, mais l’ajout de cette charge rend cette teinture incompatible avec la grisaille en une seule cuisson sur la même face du verre.

#### À l'époque moderne

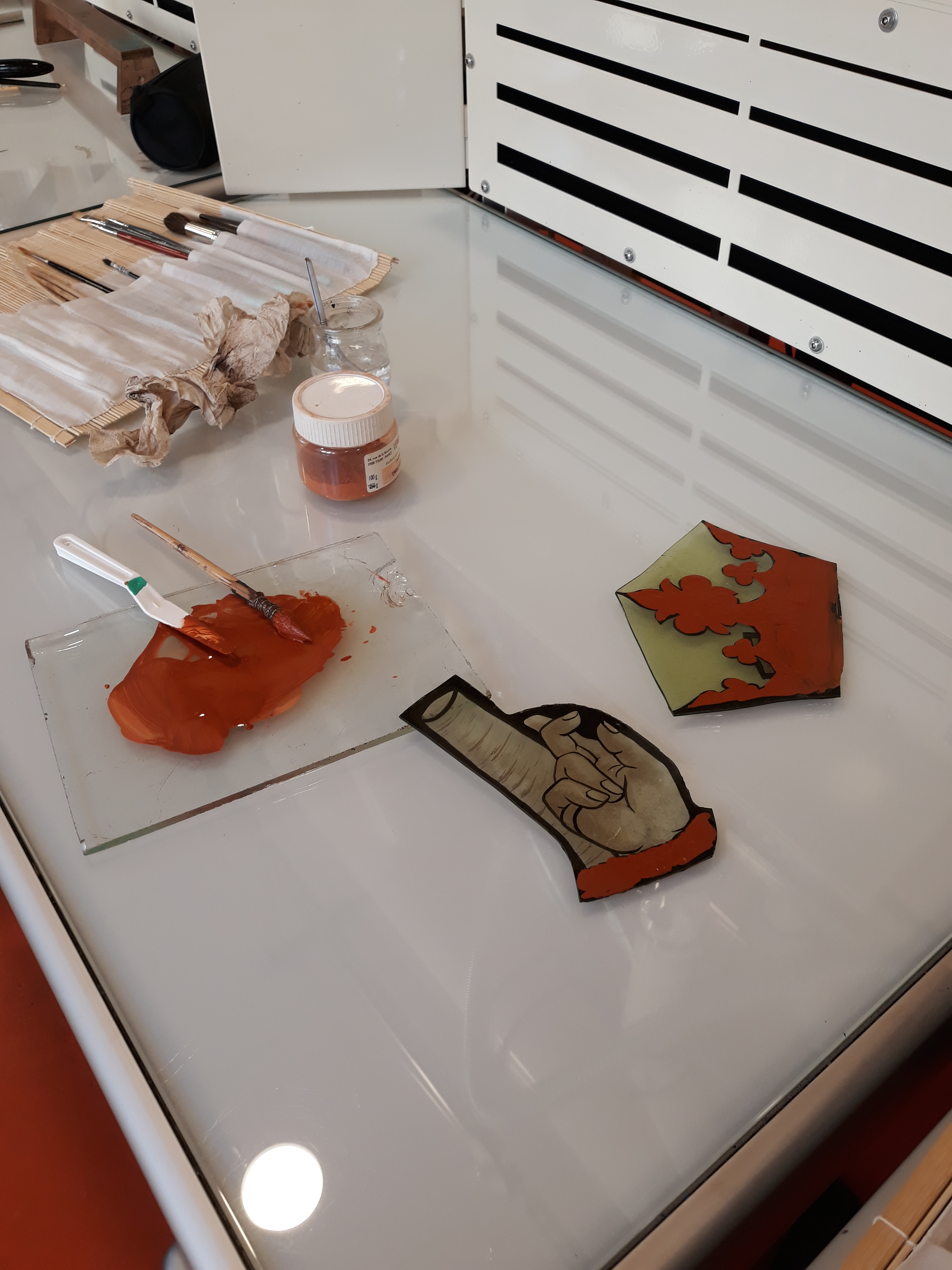
Pose "à la goutte" du jaune d'argent Hervé Debitus Fort au Sulfure, sur des pièces de verre soufflé verdâtre. Projet de copie d'un vitrail du XVIe siècle conservé au Musée des Antiquités de Rouen. Atelier du lycée Lucas-de-Nehou, Paris

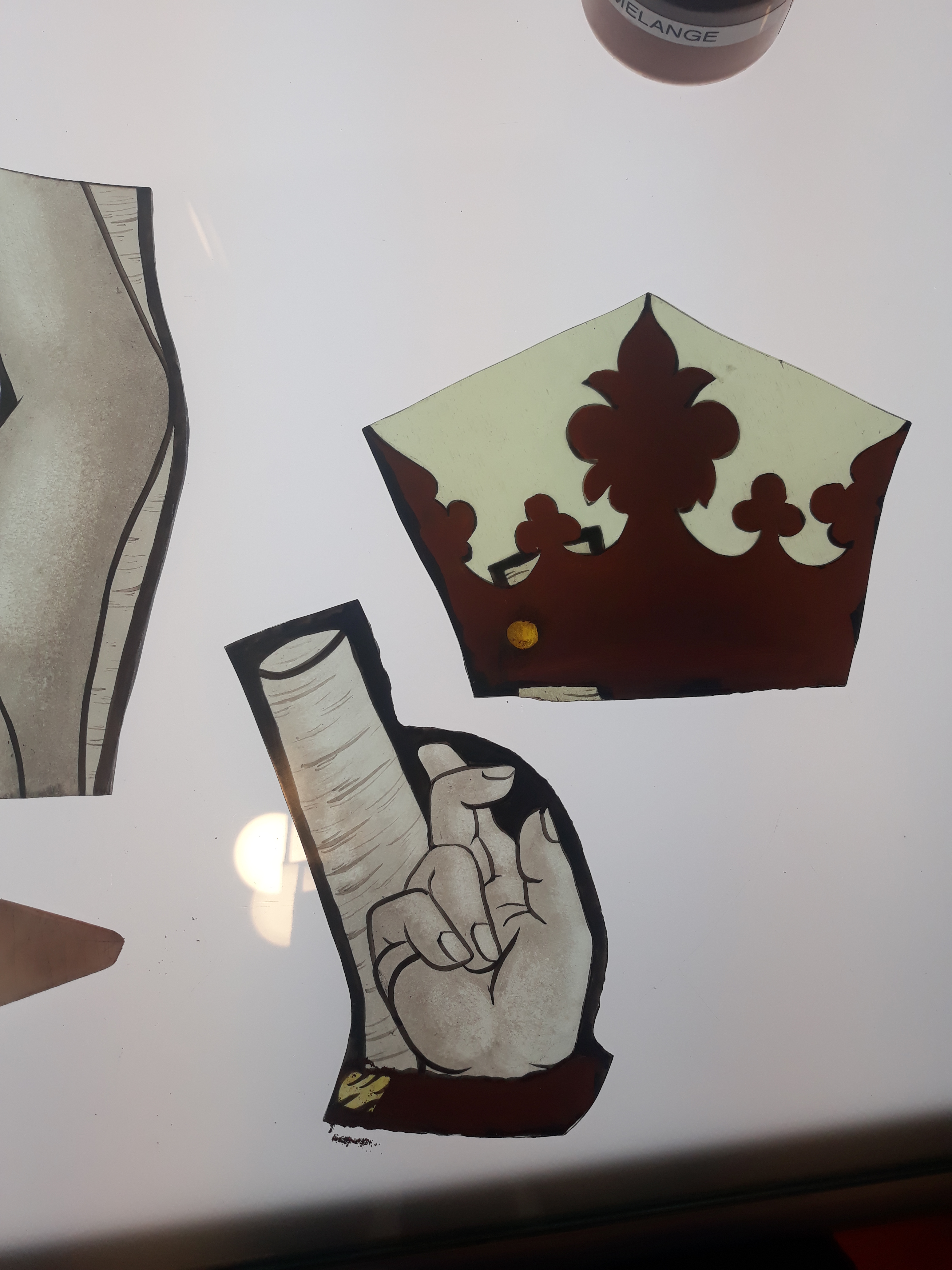
Grattage des pièces après a cuisson à l'aide d'une spatule en plastique pour enlever la couche de cément ocre qui a adhéré au verre. Atelier du lycée Lucas-de-Nehou, Paris.

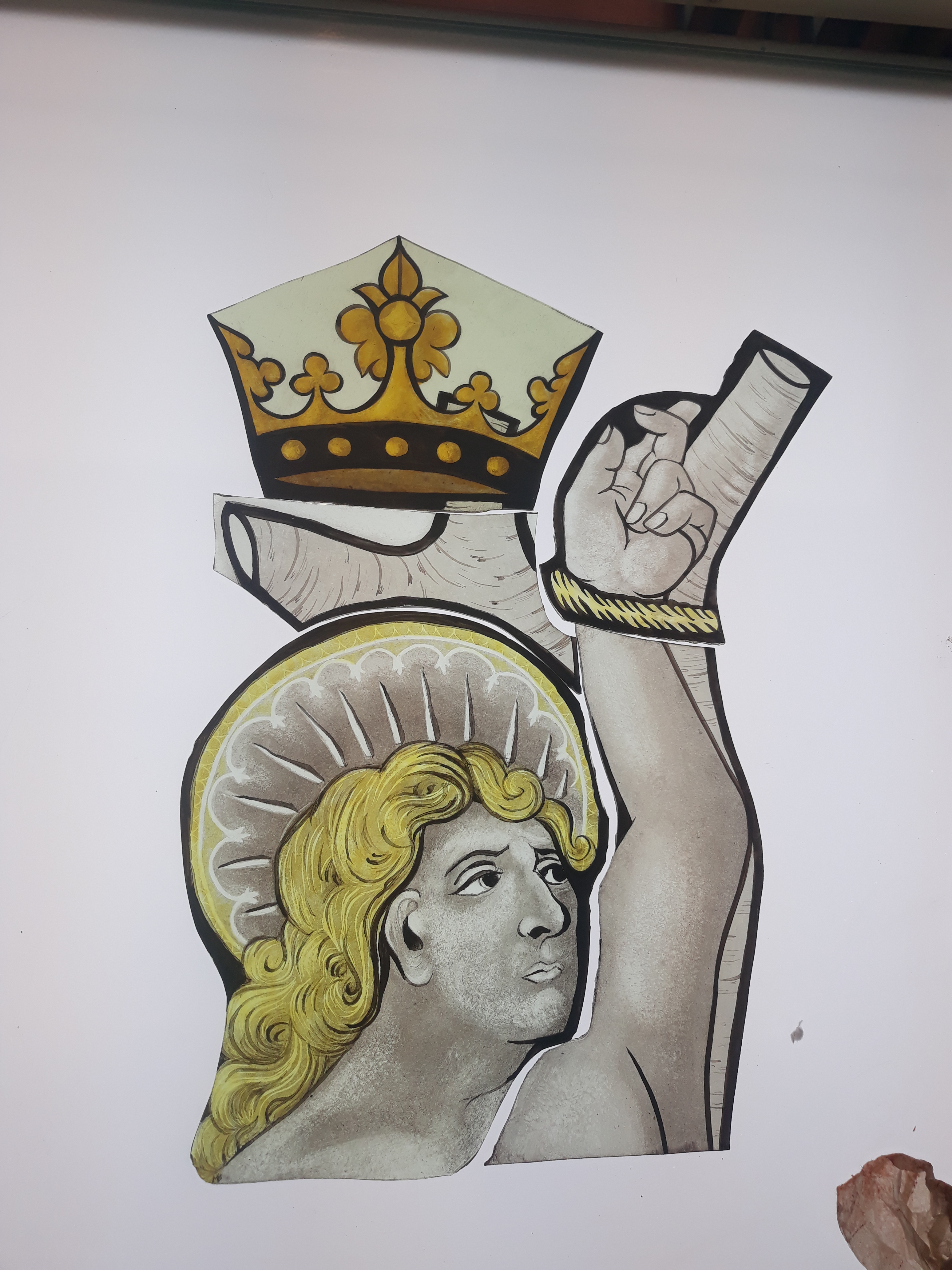
Vue en lumière transmise sur table lumineuse, après nettoyage des pièces de copie. On voit bien ici la différence des teintes qu'il est possible d'obtenir avec le jaune d'argent, suivant les compositions du verre et la nature du produit utilisé. Atelier du lycée Lucas-de-Nehou, Paris

À la fin du XIXe siècle, dans le Nouveau manuel complet de la peinture sur verre, sur porcelaine et sur émail : traitant de l’emploi des couleurs et des émaux sur le verre et sur la porcelaine, les auteurs parlent du jaune d'argent en ces termes : 

Pour le jaune à base de chlorure d'argent :
C'est une coloration du verre que l'on obtient sans l'intermédiaire d'aucun fondant. La substance colorante est l'argent métallique.
Le procédé consiste à recouvrir les parties du verre que l'on veut colorer, d'une pâte composée de chlorure d'argent et d'ocre jaune calcinée, broyés ensemble avec de l'eau. Lorsque le verre a été chauffé au rouge dans le moufle, on enlève, au moyen d'un grattoir, la couche d'ocre adhérente, qui laisse voir alors le verre coloré. Le jaune obtenu varie du jaune serin au jaune-rouge pourpre.
On emploie l'argile ferrugineuse, connue sous le nom d'ocre jaune. Cette argile a besoin d'être calcinée. Sans cela, lorsqu'elle serait portée la température rouge, la couche du cément appliqué sur le verre offrirait une multitude de fissures, produites par la contraction que subissent les argiles à une chaleur élevée. Les parties du verre correspondant à ces fissures seraient dépourvues de coloration. C'est pourquoi l'ocre jaune doit être chauffée à une température pour le moins égale à celle que doit supporter le verre dans le moufle.Les quantités relatives de chlorure d'argent et d'ocre calcinée sont :
Chlorure d'argent : 1 Part / Ocre : de 6 à 12 Parts
Une plus grande proportion de chlorure pourrait faire adhérer trop fortement le cément au verre. Le chlorure et l'argile sont broyés avec soin sur une tablette de verre, avec une suffisante quantité d'eau pour en faire une bouillie que l'on applique sur le verre, en couche épaisse, au moyen d'un pinceau.
Pour le jaune à base de sulfure d'argent : 
Dans une capsule placée sur un bain de sable chaud, on met de l'argent vierge que l'on fait dissoudre dans de l'acide nitrique, puis on y ajoute de l'eau et de l'acide sulfurique. Il en résulte un précipité blanchâtre que l'on lave à plusieurs eaux.
Quand on veut l'employer, on le mélange avec de l'ocre jaune, on broie le tà l'eau) à l'aide d'un pinceau sur la lame de verre qu'il s'agit de colorer. Quand la cuisson est terminée, on gratte la surface du verre, et la poudre ocreuse qui tombe peut encore resservir au mème usage.
L'intensité de la coloration jaune, qui arrive mème quelquefois jusqu'au rouge, varie en raison directe de la proportion d'argent introduite dans le mélange et de l'élévation de la température.
L'auteur précise que l'emploi du sulfure et du chlorure n'a pas d'incidence dans le processus même de la cémentation, qui reste le même, avec échange des ions en surface. Cependant, il nous dit que l'emploi du chlorure permet des nuances de jaune plus claires tandis que l'emploi du sulfure permet d'avoir de manière plus sûre des teintes tirant sur l'orange et le rouge.
Des exemples d’usage de jaune d’argent pour produire des décors rouges sont avérés dans certaines œuvres. La cuisson, réductrice ou oxydante, de même que la qualité de l’eau utilisée comme véhicule (polluants), la présence d’ocre, en plus de la composition du verre, sont des facteurs qui influencent la couleur de la teinture.

### Commercialisation
Aujourd'hui, le jaune d'argent est produit et commercialisé par le peintre verrier Hervé Debitus, fabricant de grisailles et de jaunes d'argent, produits qu'il a reconstitués après de longues recherches menées à partir de recettes anciennes.
Il s'agit d'un jaune d'argent composé d'ocre et de sulfure ou chlorure d'argent, et il y a plusieurs types disponibles :
- jaune d'argent au chlorure : normal, fort, très fort ;
- jaune d'argent au sulfure : normal, fort.

Les prix vont de 300 à 900 € par kilo de peinture en poudre.